# Franz Defregger

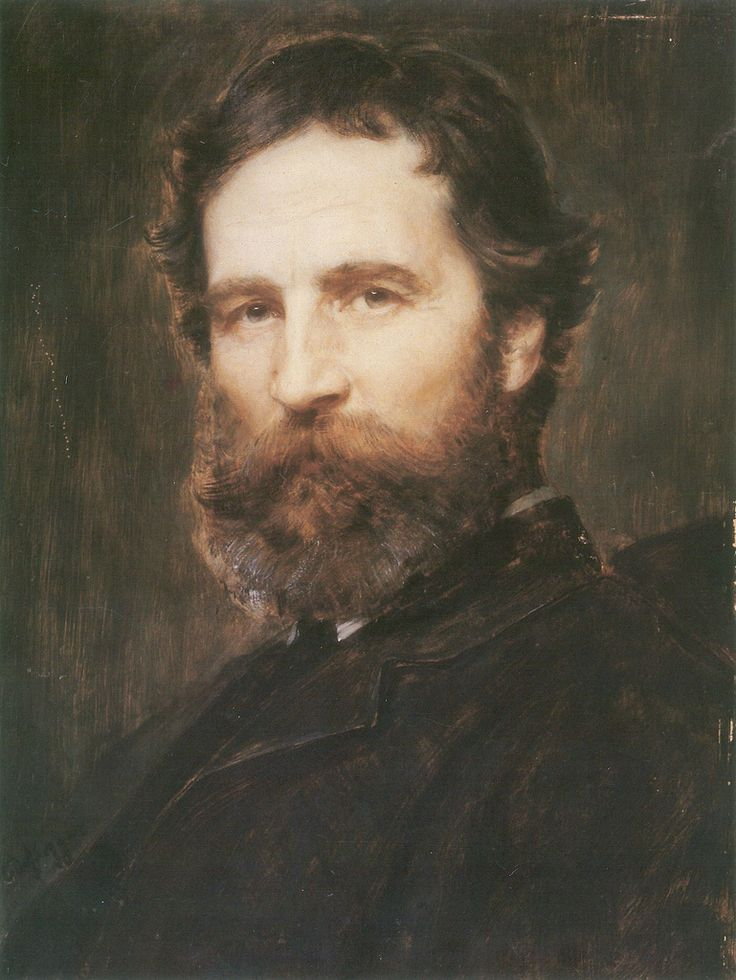
Franz von Defregger, autoportrét, 1880

Franz Defregger, po roce 1883 Franz von Defregger (30. dubna 1835, Ederhof, Stronach – 2. ledna 1921, Mnichov), byl rakouský malíř, který se věnoval převážně portrétní, žánrové a historické malbě.

## Život

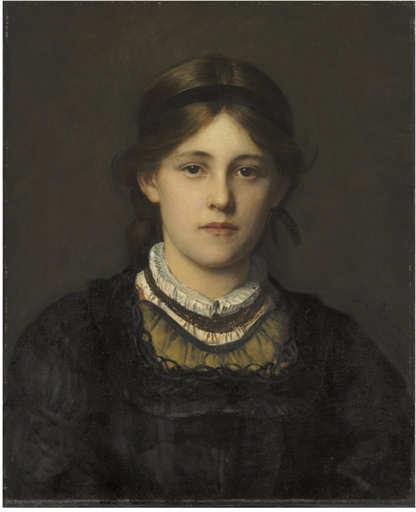
Franz von Defregger, Tyrolská kráska, 1880

Deffreger byl synem úspěšného tyrolského farmáře. V mládí projevoval hudební talent a věnoval se kreslení a řezbářství. Jeho matka a dvě sestry zemřely při epidemii tyfu roku 1841. Po smrti otce roku 1858 prodal zděděnou farmu, vyplatil své sestry a všichni odcestovali do Ameriky. Sám brzy změnil rozhodnutí, vrátil se do Evropy a začal studovat řezbářství na odborné škole Michaela Stolze v Innsbrucku.
Stolz roku 1860 představil Defreggera Karlu Theodoru von Piloty v Mnichově. Defregger absolvoval přípravnou třídu v Královské škole umění a řemesel u Hermanna Dycka a 19. července 1861 složil přijímací zkoušky na Královskou akademii do ateliéru malby Hermanna Anschütze. V letech 1863-1865 pobýval v Paříži a studoval na École des beaux-arts, navštěvoval muzea a galerie a pilně kreslil. Seznámil se zde s tvorbou barbizonské školy a roku 1864 vystavoval na Salon des Refusés. Po návratu do Tyrol se věnoval zejména portrétování příbuzných a známých. V letech 1867–1870 studoval malbu v ateliéru Karla Theodora von Piloty v Mnichově.
Jako malíř se stal velmi populární díky hojným reprodukcím svých děl v časopisech. Roku 1878 ho král Ludvík II jmenoval profesorem historické malby na mnichovské Akademii. Defreggerova mnichovská vila, kterou dal postavit roku 1882, se stala střediskem společenského života. Střídavě pobýval také ve své vile v italském Bolzanu. Roku 1883 obdržel Korunní řád spojený se šlechtickým titulem. Obdržel také pruský řád Pour le Mérite, roku 1885 mu udělil medaili arcivévoda Karel Ludvík a od roku 1905 byl jmenován čestným občanem Mnichova.
K Defreggerovým žákům patřili Josef Moroder-Lusenberg a Hans Perathoner, Lovis Corinth, Walter Thor, Hugo Engl, Fritz Prölß a mnoho dalších. Defregger vnímal prudký vývoj moderního umění a proto se roku 1910 vzdal místa na Akademii a věnoval se malbě krajin a portrétů. Zemřel v Mnichově 2. ledna 1921 ve věku 85 let a byl pohřben do rodinné hrobky na Severním hřbitově (Nordfriedhof).
Po Defreggerovi jsou pojmenovány ulice v Mnichově, Bolzanu a Berlíně, horská chata ve východním Tyrolsku (2963 m n. m.), jeho vila v Bolzanu je chráněnou památkou.

## Dílo
Poprvé na sebe upozornil dílem Almlandschaft (1860), ve kterém kombinuje přirozenou a bezprostřední svěžest alpské krajiny s velkolepým ztvárněním prostoru a atmosféry. Po návratu do Tyrolska vytvořil v letech 1865-1867 realistické obrazy považované za trvalé hodnoty v dějinách německého umění. Zachytil interiéry tyrolských usedlostí se zvláštní citlivostí k jemným účinkům světla a také několik věrných portrétů (malíř Nikolaos Gyzis). Jeho kompozice jsou laděny v příjemné harmonii teplých tónů a připomínají staré vlámské mistry. Ušlechtilé typy tyrolských venkovanů byly zajímavým tématem pro návštěvníky výstav.
Defregger později tento způsob malby postupně opustil a nadále se věnoval žánrové a historické malbě v dekorativních kulisách. Nikdy se nezpronevěřil dobrému vkusu, ale jeho malba ve druhé polovině života příliš vycházela vstříc poptávce.
Defregger se stal nejpopulárnějším žánrovým malířem mnichovské školy a proslavil se zejména svými portréty a výjevy ze života v Tyrolsku. Námětem jeho obrazů byli také hrdinové z dob selských povstání nebo bojů za samostatnost Tyrolska v době napoleonských válek. Jeho obraz Andreas Hofer na dvoře v Insbrucku roku 1879 zakoupil arcivévoda Karel Ludvík jako dar ke stříbrné svatbě císaře Františka Josefa.

### Známá díla
- Almlandschaft – Alpská pastvina (1860)
- Der letzte Kuss – Poslední polibek (1874)
- Heimkehr des Siegers – Návrat vítězné zeměbrany (1876)
- Andreas Hofer na dvoře v Insbrucku (1879)
- Tyrolské selské děvče (1878), Národní galerie v Praze, odkaz Josefa Hlávky
- Der Zitterspieler - Citerista (1887)
- Das Glockenspiel - Zvonkohra (1890)
- Portrét malíře Franze von Lenbach(1907)

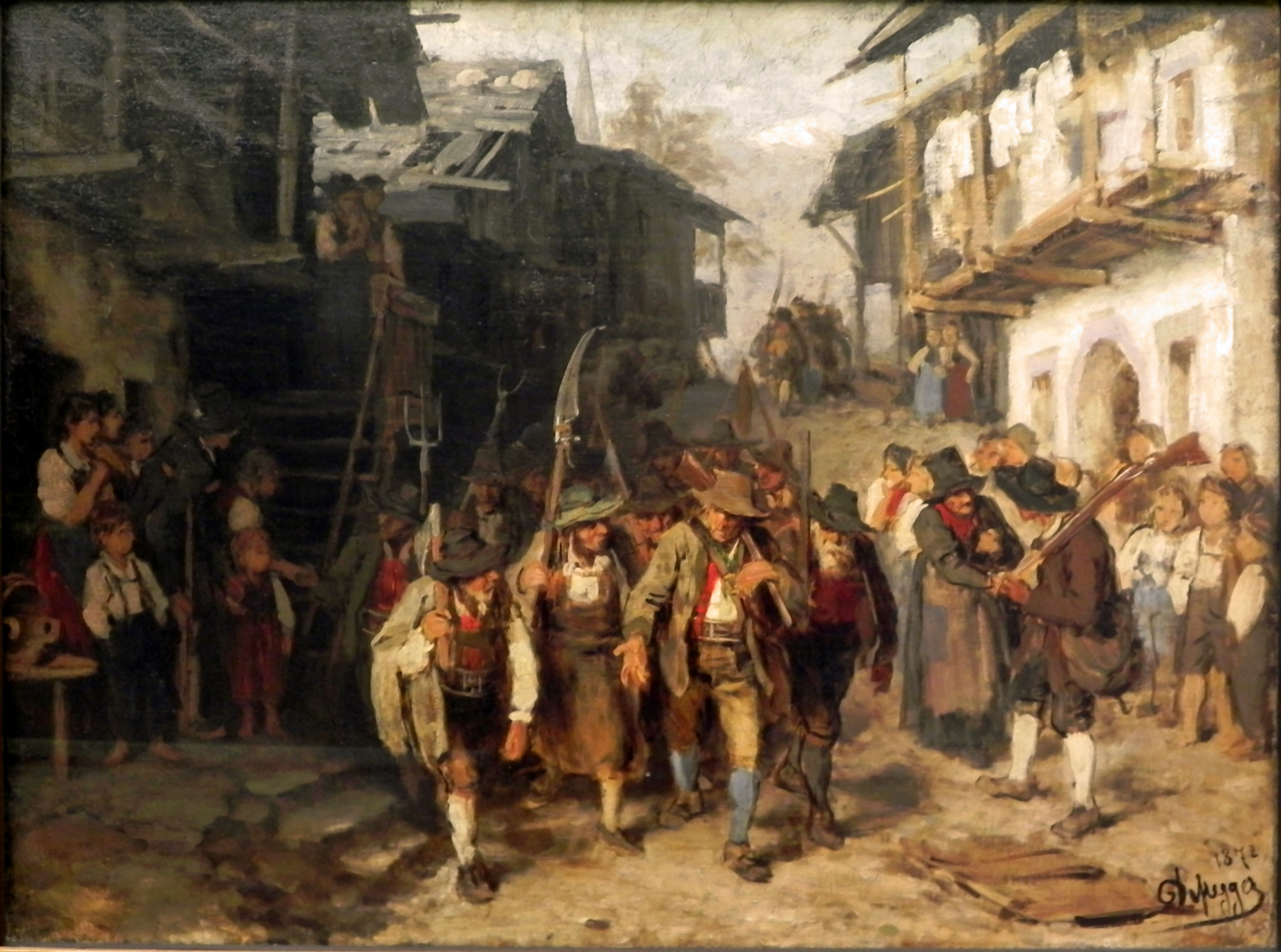
Poslední záloha (tyrolská zeměbrana poslední mobilizační výzvy Andrease Hofera), 1872
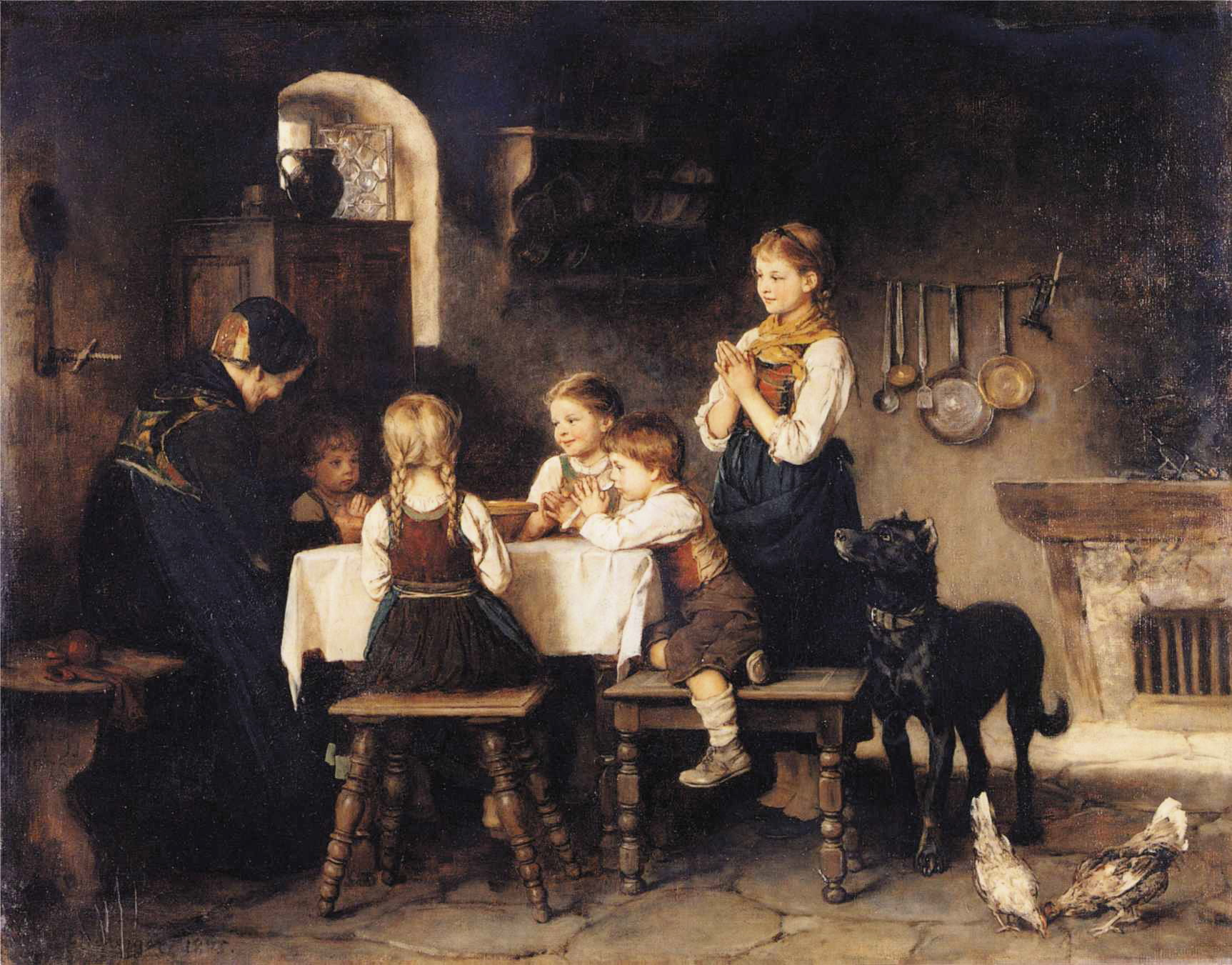
Modlitba před jídlem, 1875
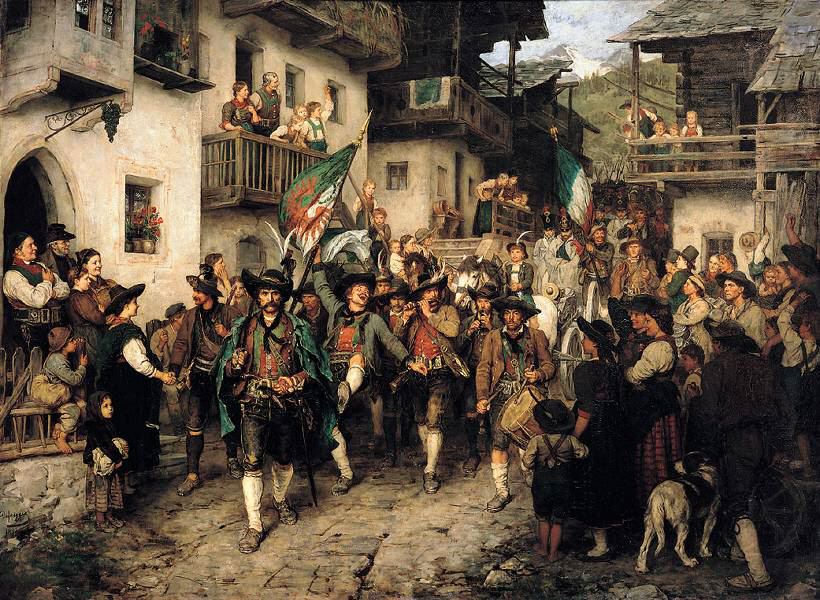
Návrat tyrolské zeměbrany, 1876
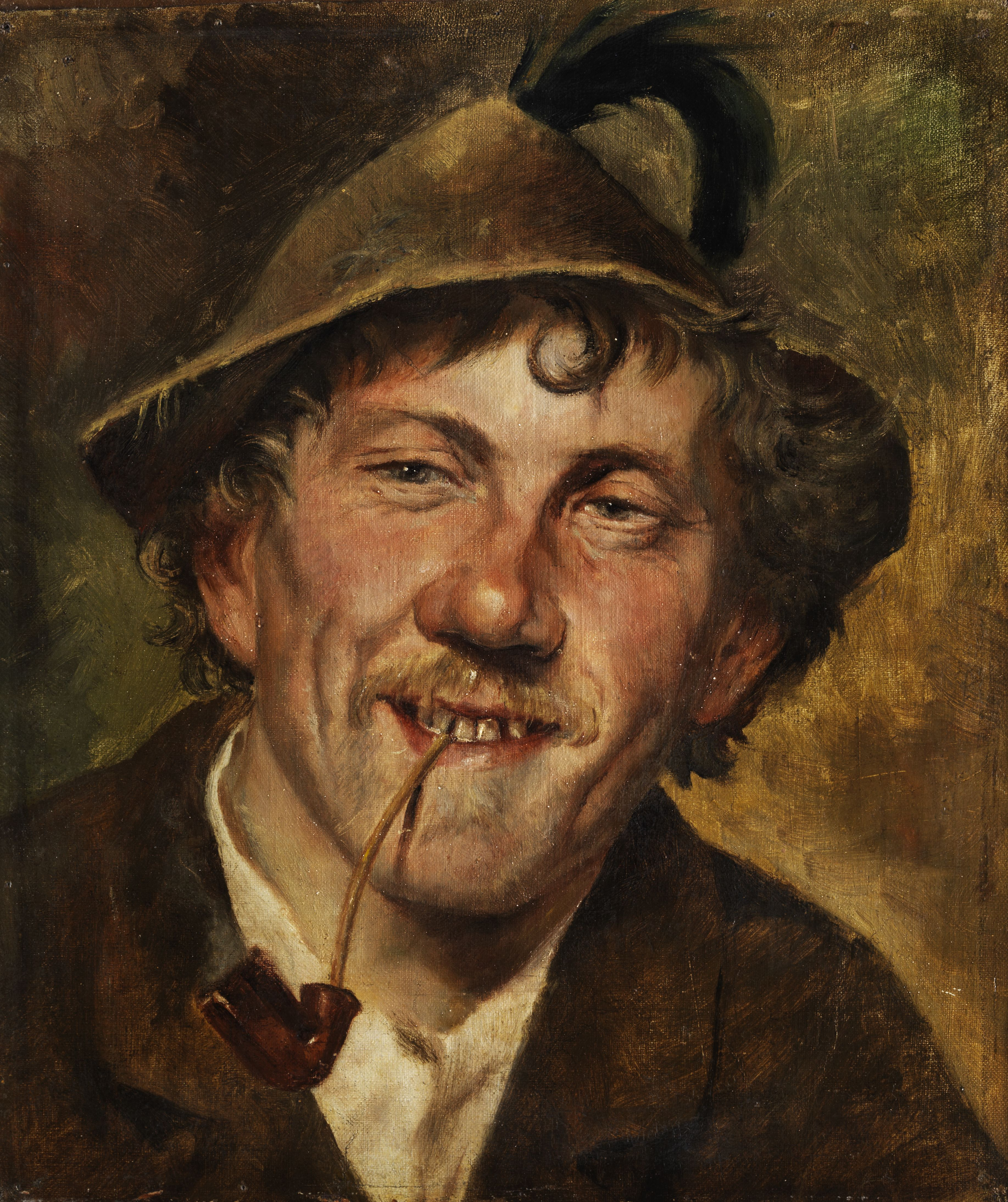
Tyrolský sedlák, 1880
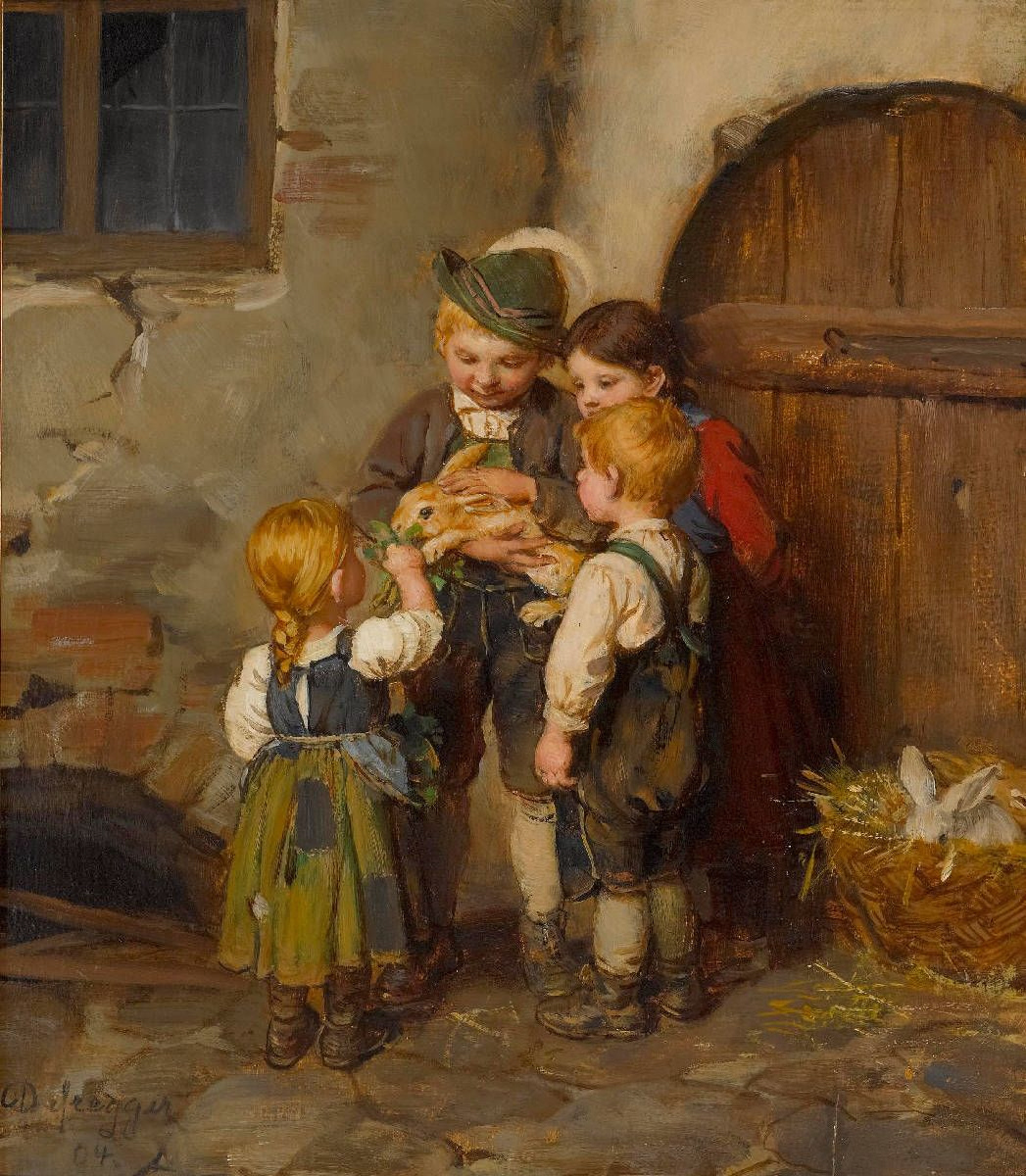
Děti s králíčkem, 1904
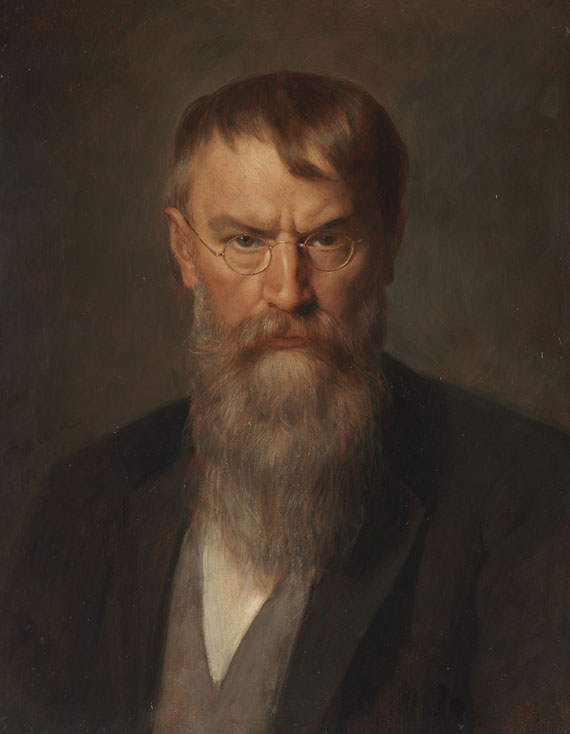
Portrét Franze von Lenbach, 1907
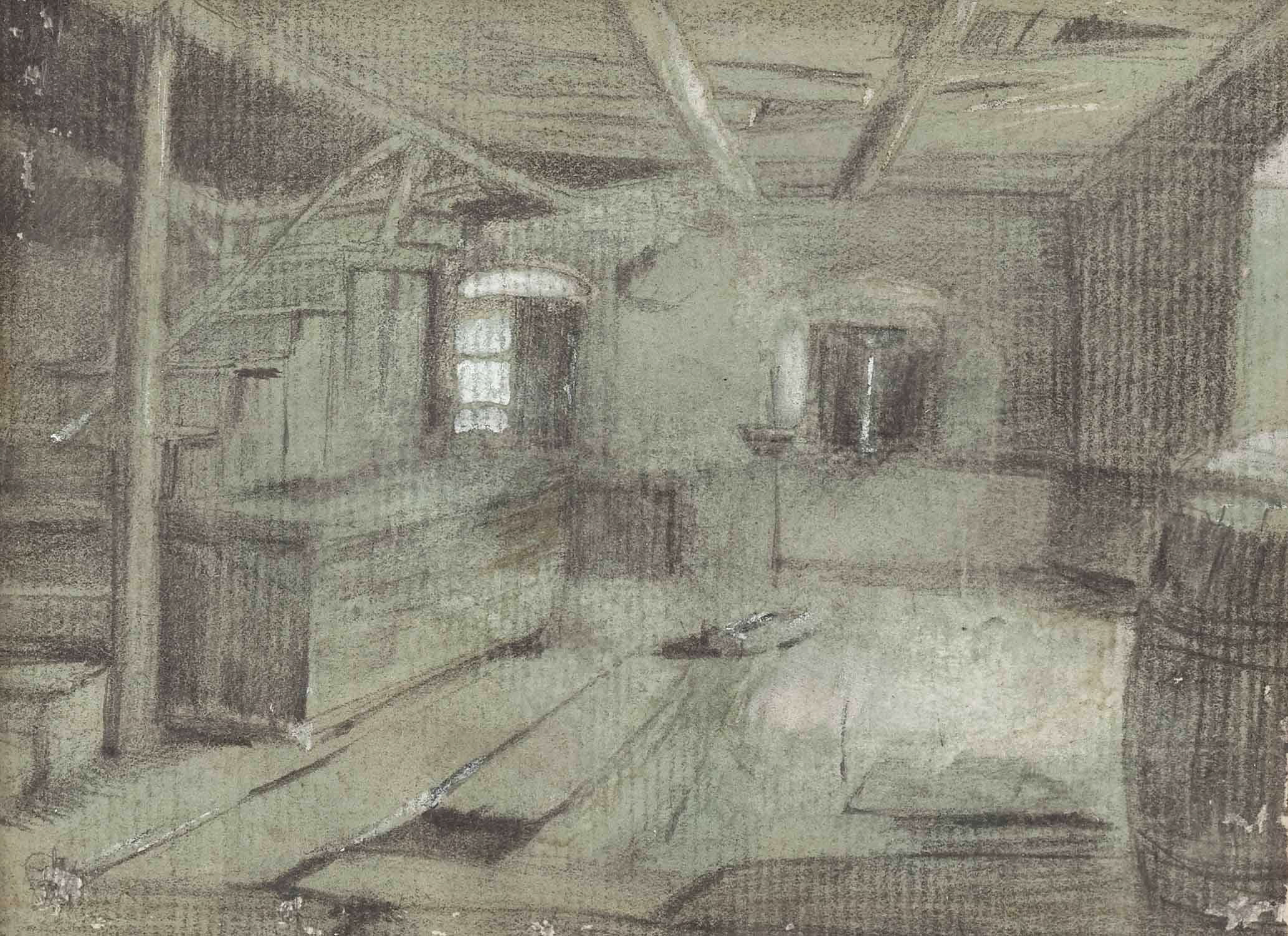
Selská jizba. Kresba uhlem a tužkou.
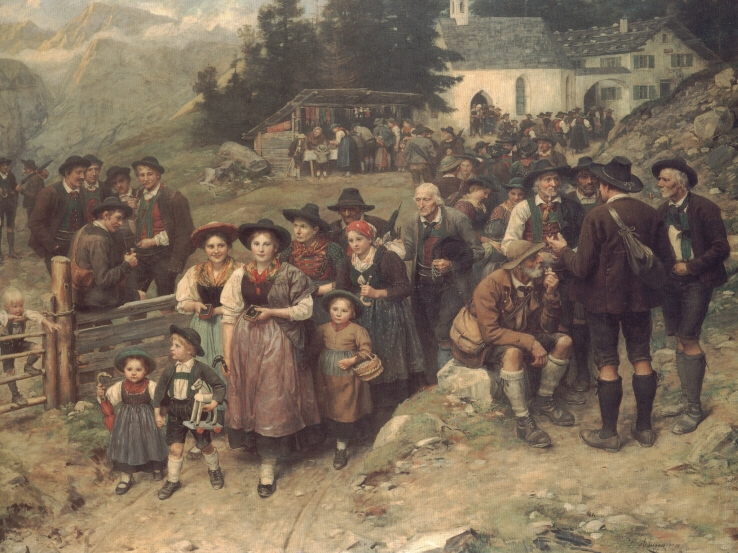
Poutníci, 1921